# شهرستان چووتاو (مونتانا)
شهرستان چووتاو، مونتانا (به انگلیسی: Chouteau County, Montana) یک سکونتگاه مسکونی در ایالات متحده آمریکا است که در ایالت مونتانا واقع شده‌است.

## خصوصیات
شهرستان چووتاو ۱۰٬۳۵۲٫۲۴ کیلومترمربع مساحت دارد.